# Mario Foerster
Mario Foerster (tudi Marijan Foerster), slovenski filmski režiser, scenarist, snemalec in montažer, * 4. junij 1907, Ljubljana, † 5. december 1975, Ljubljana.
Leta 1933 je doktoriral iz kemije na Filozofski fakulteti v Ljubljani. Od leta 1933 do 1938 je bil na filmski specializaciji v Berlinu, kjer je leta 1936 posnel svoja prva filma: Berlinska reportaža in krajši filmski zapis o pripravah na Poletne olimpijske igre 1936. Film Berlinska reportaža tako kot večino ostalih njegovih filmov hrani Slovenski filmski arhiv pri Arhivu Rapublike Slovenije. Za Prosvetno zvezo v Ljubljani je režiral prvi slovenski ohranjeni zvočni film Mladinski dnevi (1938).
Od 1939 je delal pri Emona filmu, kjer je med drugim režiral prvi zvočni igrani reklamni film Jugoslovanska knjigarna (1940) in dokumentarni film o Prešernovi rojstni hiši O, Vrba, ki ga je dokončal šele po vojni. Ob osvoboditvi je sodeloval pri snemanju filma Ljubljana pozdravlja osvoboditelje in ga tudi zmontiral. Kasneje je posnel še nekaj kratkih filmov.